# Gigean
Gigean é uma comuna francesa na região administrativa de Occitânia, no departamento de Hérault. Estende-se por uma área de 16,56 km². Em 2010 a comuna tinha 6 529 habitantes (densidade: 394,3 hab./km²).